# Eurimedont (fill de Minos)
Eurimedont (en grec antic Εὐρυμέδων), segons la mitologia grega, va ser un heroi grec, fill de Minos i de Pària, i germà de Nefalió, Crises i Filolau. Hèracles va desembarcar a l'illa de Paros on s'havia establert Eurimedont amb els seus germans, quan l'heroi anava cap al país de les amazones a buscar el cinturó de la reina Hipòlita. Dos dels companys d'Hèracles havien mort a mans dels fills de Minos, i l'heroi els va atacar i els matà. Posà setge a la ciutat i els habitants, per calmar-lo, li van pregar que agafés dos dels seus prínceps per substituir els companys morts. Hèracles va prendre dos nets de Minos, Alceu i Estènel, fills d'Androgeu.